# 基督教历史
基督教历史，指基督教、基督教世界及各宗派教会的历史，從公元一世紀耶稣及其门徒的时代开始，直到现代。
基督教发源于公元一世纪中葉罗马帝国统治的黎凡特地區。起先是被压迫的宗教，但很快從耶路撒冷傳播到整個近東，包括亞蘭，亚述，美索不達米亞，腓尼基，小亞細亞，約旦和埃及等地。在301年成為亞美尼亞國教，325年成為阿克苏姆帝国國教，337年成為喬治亞國教，380年成為羅馬帝國國教。公元431年以弗所公會議後，聶斯脫利派分離，獨立成東方亞述教會。之後451年迦克墩公會議，教會又分裂為東方正統教會和迦克墩教會。1054年東西教會大分裂使得迦克墩教會再分裂為羅馬天主教會和希臘東正教會。十六世紀的宗教改革運動又從天主教會分離、創造出新的基督教社群－新教，並演變出許多教派。
羅馬天主教與希臘東正教在中世紀散佈到全歐洲，文藝復興時代又進一步散布到全世界，成為目前世界上最大的宗教，擁有約20億信徒。現今基督教最具規模的三大教派為天主教會、東正教會、新教（“新教”为泛指称谓，其宗派繁多，如信义宗、圣公宗、归正宗等。新教至今仍在产生新的教派）。

## 起源

### 背景
基督教认为耶穌基督（受膏者、救世主）在道成肉身之前参与了创造世界。信仰这个弥赛亚的人们组成犹太民族，他们的祖先是亚当和夏娃。耶稣大约于公元前4年在伯利恒出生，在加利利地区的拿撒勒长大。他從三十歲開始傳道，又行神迹、醫病、驅邪，并招募門徒，最后在公元33年左右，被猶太祭司長、文士及法利賽人誣陷，受羅馬帝國猶太行省的總督本丟·彼拉多審判，被釘死在十字架上。耶稣死前曾預言自己死後三天將会復活，在他被釘死后，以傳統猶太喪葬習俗，身塗香料並裹上細麻布，放入墳墓石穴之內，並因先前預言而遭猶太祭司長派兵駐守墳墓，以防遺體被偷。但耶穌復活後人們在墳墓卻尋不著耶穌遺體，其后許多耶稣的門徒作见証看到了耶穌復活和升天，耶穌被釘死卻复活的消息构成了基督教信仰的基石。耶稣生平及其言行记载于新約聖經四福音中。
耶稣和他最初的跟随者都是犹太人，耶稣的教導也基于希伯来语圣经（犹太人的宗教典籍），后来成了基督教的旧约。但犹太教领袖认为耶穌的教導与犹太教不相符，聖殿祭司和犹太公議會（当时耶路撒冷最高宗教和民事法庭）合謀借羅馬统治者之手把耶穌處死，寻找假见证治死他。耶稣被釘死在十字架之后，猶太領袖一直试图压制耶穌的跟随者。但使徒行傳记载道，在耶稣被釘死又復活後，使徒们組成与当时犹太教和希腊信仰不同的教會，容許未受割禮但受了浸的外邦人入会。他們被稱為基督徒，并公開宣稱耶稣為基督。基督教徒一开始采用的是犹太教典籍的希腊语译本作为他们的圣经，之后又加入了新约各卷。

## 早期（31年/33年-325年）
公元1世纪，基督教由罗马帝国犹太省（今以色列一带）的一小群犹太人和犹太教信徒中（约有120人）開始發展，到3世纪末，成为地中海地区最大的宗教，橫越了整個希臘-羅馬世界。
早期基督教可以分成2個不同的階段：使徒時代，第一代使徒仍然活著，帶領教會；後使徒時代，發展出早期的主教制度，並受到週期性的激烈迫害。羅馬帝國對基督徒的迫害直到公元313年，君士坦丁大帝下旨認可基督教為止。隨後在公元325年召開尼西亞公會議，開啟前七次大公會議的時代。

### 使徒時代（31年/33年-100年）
初期教會是從耶路撒冷開始的，當時的信徒縱使受苦受難也不動搖，奠定當時教會的根基。初期的教會已經頗具規模。猶太教不能接受耶穌的門徒，而在耶路撒冷發生迫害基督徒的事件，基督徒因著四散逃亡，反而讓福音開始傳到各地，是教會發展史上的一個大轉機。 公元四十九年基督徒在耶路撒冷舉行會議，決定外邦基督徒可以不受猶太教割禮。 隨後因著保羅的三次宣教旅程，使基督信仰傳至加拉太、馬其頓、亞該亞和亞細亞等各省。使徒社群的信仰來源包括福音書和新約書信，以及早期的教義和讚美詩等文本，還有關於空墳、復活顯現的壁畫，其中一些來自公元30-40年的耶路撒冷教會。

#### 組成
耶穌、他的十二使徒、和所有的早期的追隨者根本上是猶太人或皈依猶太教的外邦人。因此最早3000個改變信仰者全都是猶太人或原本信奉猶太教的人，他們在五旬節跟隨在十字架上釘死的耶穌的情形被描述在使徒行傳。羅馬百夫長哥尼流在傳統上被認為是第一個外邦人的基督徒。基督教會那時主要包含希臘文化和非希臘文化的猶太人或使用希臘語和阿拉姆語的人。新約沒有使用用語「外邦人基督徒」或「猶太基督徒」。相反，保羅所寫的聖經部分，反對那些把自己從外邦人分離出來的猶太人。

#### 組織
使徒時代的教會中，包括使徒及先知、長老或監督、及執事。而長老和執事們為指派的：長老可能是監督、牧師、師傅、傳道人等。執事是指僕人或事奉者，工作包括管理教會金錢、飯食、照顧貧困的人等，包括行政及一般事務，好讓長老或監督能專心在屬靈層次的教導上。

#### 崇拜方式
初期基督徒的聚會方式與現在的不同，当时聚会采用三三两两的形式。在313年基督教被公開接納，不再受逼迫之前基督徒都在家庭中聚會，聚会方式也改变为与现在相同，即在教堂里公开聚会。聚會時間選在安息日的早上。在其中主要是研讀猶太先知書及使徒著作或書信、教導及領聖餐。

### 後使徒時代（100年-325年）
羅馬帝國一開始對基督教採取較寬容的宗教政策，讓嶄新的基督教得以發展。但基督徒對基督效忠，拒絕對羅馬皇帝效忠。由於羅馬皇帝尼祿指示將燒燬羅馬城的罪名由基督徒頂下，使得許多基督徒死于监狱、鬥兽场等地。此後的前3个世纪，基督徒受到来自部份犹太教派和罗马帝国政府的迫害（主要由尼祿、圖密善、馬可·奧里略、德西烏斯、瓦勒良、戴克里先等皇帝發起）。此外更有地區性的迫害，與社會上的種種誤解、歧視、私刑和誣陷。

#### 作品
在公元二世纪，許多有學問的皈依者开始写的作品主要分兩類，分别针对當時普遍受教育的非基督教徒和基督徒，这些作品有助于我们了解当时基督教的情况。针对非基督教徒的作品一般称为護教文，因為護教士（護教文的作者）是透過演講向受過教育的聽眾傳教並抨擊異教信仰習俗。针对基督教徒的作品一般是为了教育信徒。這段時期有不少作品是被後來天主教會視為異端並加以壓制銷毁因而隱沒，例如1945年發現的多馬福音（諾斯底主義著作）便是其中一個例子。
- 愛任紐（里昂主教，去世后封圣），出生於約115-142年間，在示每拿長大，親眼見過坡旅甲，也聽過坡旅甲講道。以後他搬到高盧（今日的法國）的里昂城，成爲大主教，200年爲主殉道。他為傳統的基督教辯護，反對諾斯底主義。他認真研究聖經對基督的教導，在他的名著《駁異端書》中，立下了「基督論」教義的典範。[21][22]
- 特土良，曾加入孟他努派，後來又脫離之。其首先使用「三位一體」等神學名詞，對後世多有影響。
- 居普良，約200年生於加大果，家境富裕，受過高深教育，成爲修辭學的名師。約246年決志崇奉基督教。他曾奉特土良爲師，得到特氏的真傳。[23]
- 馬吉安，是第一個教會改革家，生於小亞細亞的西哪坡地方。是一位富有的船主。[24]
- 亞歷山太的革利免，生於雅典的異教徒家庭。西元180年到亞歷山大定居，後來成為聖道學院院長及長老，在教會與學術之間建立了聯繫。西元200年他為信仰被放逐到該撒利亞，215年殉道。他是亞歷山大一位能幹的神學教授，是俄利根的老師（但俄利根後來的聲望遠超過他），他們都藉著著作幫助初期教會信徒對基督的位格取得更清楚的認識。革利免精通希臘哲學，將基督教紮根於希臘哲學，是本土神學和西方神學的開山祖。他用哲學解釋基督教，說「凡是好東西都是從上帝而來的，但是有些是直接由上帝來的，如新約舊約；有的是間接來的，如哲學。偶然也有例外，如希臘人的哲學也是直接由上帝來的。哲學對於希臘人，好像律法對於猶太人，都是訓蒙的師傅，為要引人歸向基督。」革利免雖然認為道成肉身，就是道成了完全的人，有完整的人性，[25]但對於基督的生平，革利免卻不能脫出“幻影說”的教訓。[26][27]

### 早期人物
- 教父：羅馬的革利免、 安提阿的伊格那丟 、 士每拿的坡旅甲 、 羅馬的黑馬 、帕皮亞
- 教父時期作品：巴拿巴書信、致丟格那妥書、十二使徒遺訓
- 殉教者：聖司提反、西庇太的儿子雅各、使徒保羅、圣彼得、安提阿主教依格那修、士每拿的主教坡旅甲
- 護教者：雅里斯底德、殉道者游斯丁（約100-165年）、他提安（約160年）、雅典那哥拉、提阿非羅、米努修
- 辯道者：里昂主教愛任紐、羅馬主教革利免

### 早期異端
早期教會所面臨的一些異端包括：
- 尼哥拉黨[28]：啟示錄提及的尼哥拉黨，是當時已存在了一段的期間。傳說尼哥拉是創始人，尼哥拉也是被使徒任命為執事。亞歷山太的革利免在“雜記”（Stromata）卷三記載，「尼哥拉有位美麗的妻子。耶穌升天之後，尼哥拉因妒忌被使徒責備。他指使妻子到使徒中間，並允許人娶她。這和他自己所說的一致，每個人都應該虐待肉體。那些接受他異端教訓的人，仿效這事，恣意淫亂、不感羞恥。
- 諾斯底主義：諾斯底是希臘文“知識（gnosis）的意思。[29]這群比較強調行為。諾斯底主義強調人要靠某種神祕的「知識」才得救、[30]靈界與物界的永恆。雖舊約的耶和華是造天地萬物的，可是物質既然邪惡，耶和華也就是次等的神罷了。
- 東西方教會三一論：西方教會受特土良影響忠於尼西亞會議結果。因而東西方教會產生兩種不同的三一論模式：一種是以希臘教父為代表的社會三一論，另一種是以奧古斯丁為代表的心理或實體三一論。奧古斯丁三一神的觀點著重闡釋神聖三一中的「三」，而反對一位一體論，解釋父、子、聖靈間平等關係，宣示父、子、與聖靈的同性同體。採用父、子、聖靈三位之間的關係，以人內在的心裡因素解釋神聖三一三者之間的關係，是所謂「心理學類比」，分別以存有、認識、及意願(記憶、悟性、行動)來說明父、子、及聖靈三者之間關係的區別。對西方神學、哲學發展影響殊深。
- 聶斯脫里派：聶斯脫里精力過人，口才出眾，廣受人們歡迎及敬重，出身於安提阿修道院，強調基督的人性。[31]聶斯脫里在強調基督的二元性的教導上，被控告他主張基督是兩個人與「基督一位格」教義違背。聶斯脫里極力反對當時教會敬拜馬利亞，認為馬利亞只是耶穌的母親，否認她的神性
- 亞波里拿留派：亞波里拿留派是4世紀老底嘉主教亞波里拿留創立的異端，否認基督具有人性，而以「道」於耶穌內代替人性。[32]亞波里拿留分別在羅馬會議（377年）、亞歷山太會議（378年）、安提阿會議（379年），及最後的君士坦丁堡會議（381年）被定罪。 今天東方亞述教會 、科普替教會及衣索比亞教會仍然是基督一性說。

## 古典時代晚期（313年–476年）
參見: 第四世紀基督教、第五世紀基督教

### 羅馬正統的建立
先前主導迫害的羅馬東部凱撒（副皇帝）伽列里烏斯，在公元311年發佈結束帝國東部奧古斯都（主皇帝）戴克里先（他在305年退休，311年去世）迫害基督教的詔書。暫停對基督徒的迫害後，伽列里烏斯統治了東部另外2年，在帝國西部，立場明顯傾向基督教的君士坦丁大帝繼任他父親君士坦提烏斯一世成為帝國西部奧古斯都。君士坦丁大帝由他的母親聖海倫娜接觸到基督教。在穆爾維大橋戰役的前夕，據說君士坦丁看到天空上出現十字架形狀的火焰，並聽到：「這是你克敵的跡象。」（或「靠此得勝」），君士坦丁並吩咐他的部隊在盾牌上畫上此記號。贏得戰爭後，君士坦丁在西方稱帝，公元313年統一了西部的君士坦丁大帝和統一了東部的皇帝李錫尼頒佈了《米蘭敕令》，基督教獲得合法地位，從此帝國內有信仰基督教的自由，政府並歸還先前沒收的教產。李锡尼隨後被君士坦丁大帝打敗，君士坦丁大帝重新統一了羅馬帝國，戴克里先的四帝共治制暫時中止。
公元324至330年間，君士坦丁建造了全新的帝國首都，後來以他之名命名為君士坦丁堡。君士坦丁堡擁有基督教公共建築藝術，在城牆內包含教堂，並沒有異教的神廟。根據傳言，君士坦丁在他臨終前受洗。
羅馬帝國的傳統一向為政權與神權合一，君士坦丁接納基督教後，在教會的領導方面也發揮了積極的作用。公元316年，他調解了北非關於多納徒派的爭論。更重要地，為了平息阿里烏派的紛爭，他在公元325年召開第一次大公會議——第一次尼西亞會議。君士坦丁建立了一個先例，皇帝必須為了他子民的信仰狀況對上帝負責，因此有責任要維持正統。皇帝因此強制執行教義，剷除異端，並維護教會統一。
君士坦丁的侄子是一位哲學家，被稱為背教者尤利安（又譯「朱利安」），在成為皇帝後放棄基督教，並接受新柏拉圖主義和神秘異教。尤利安影響基督教的發展，重新開放羅馬多神教的神廟，並意圖重建古老多神教信仰的威望。他也參考基督教傳統改善多神教的組織，例如設立主教制度和公共慈善機構（以前羅馬多神教所沒有的）。尤利安在東方的戰役喪生，結束短命的王朝。

### 阿里烏派和第一次大公會議（325年）
初期基督教的神學家大多認為子的地位低於父，但關於基督的本性以及基督與聖父之間的關係，一直沒有完整的解釋。亞歷山太學派的代表人物俄利根也認為聖子在位階及本質上都低於聖父，即所謂從屬論。但俄利根對於這個問題還提出了「永恆受生」、「與父同永」的概念，《教義史》中記載：「俄利根說「道」（指聖子）有自己的位格，也與父同永，乃是由於父神永恆的旨意而生。」俄利根的神學思想後來引起極大的辯論。
安提阿學派創始者路迦諾門下，曾任亞歷山大包加里教區長老的阿里烏，大約在公元318年提出: 「若說耶穌基督與神有同一的神性，就會於神之尊榮有損。」阿里烏認為聖子是在萬有之先被造的，是受造者中的第一位，之後神才藉聖子創造萬有。強調基督是聖父與人之間的半神（Semi-god），不同於神，也不同於人，只是被尊稱為神，但不真是神。安提阿學派接受阿里烏的理論。而當時的亞歷山太學派，以年輕的執事亞他那修為代表，則認為獨一的真神擁有三個位格（persons，聖父、聖子、聖靈）存在於同一的本體（substance）中。亞歷山太學派認為聖子與聖父同質（homoousios），即同本體論，另一方面安提阿學派認為聖子與聖父本體相異(heteroousia)。
在亞歷山太學派和安提阿學派雙方爭執無法平息的情形下，羅馬皇帝君士坦丁大帝主導了第一次的大公會議。第一次尼西亞公會議（公元325年）處理了關於基督論的糾紛，確定聖子與聖父同質，阿里烏主義被斥為異端，並產生了《尼西亞信經》。
但糾紛仍未平息，部分東方教會的主教不承認「聖子與聖父同質」而拒絕《尼西亞信經》。亞他那修接任亞歷山大主教後，則繼續主張「若以基督為受造者，就是否認相信他而得救並與神聯合」、「基督是從聖父的本質中而生出來的」和「基督與父同質的」。君士坦丁大帝晚年改變了想法，結束阿里烏的流放，反而將亞他那修流放高盧。之後繼位的君士坦提烏斯二世更是信仰阿里烏派，使得阿里烏派繼續盛行。阿里烏派共有三個支派：⑴極端阿里烏派-「非同質派」（Anomoeans）⑵政治阿里烏派-「類同質派」（Homoeans）⑶半阿里烏派-「像同質派」（Homoiousians）。
第一次君士坦丁堡公會議（公元381年），再次確定阿里烏主義為異端，重新修訂通過《尼西亞信經》，宣告「聖神（聖靈）具有神性」的信仰，奠定三位一體的神學教義。之後阿里烏派衰微，只存在於日耳曼人中，直到七世紀從歷史上消失。

#### 對日耳曼的宣教
公元341年，君士坦丁堡教會尼科米底亞主教優西比烏封出生於西哥德的烏爾菲拉為哥德主教，派遣其回到他的故鄉對哥德人宣教。烏爾菲拉為阿里烏派，他在哥德地區近50年的宣教帶來極大的成果，並創造了哥德文字，保存許多日耳曼傳統文化。公元370年，烏爾菲拉由希伯來文聖經翻譯出西哥德文聖經，為第一本以日耳曼文寫成的書籍。
基督教在西哥德中的普及，使得羅馬教會在公元410年西哥德人侵入時得以保存。但狄奧多西一世之後的羅馬皇帝極力對抗異教以及阿里烏派，西哥德人與正統相異的信仰也導致了相關的衝突。

### 成为罗马帝国国教（380年）
公元380年2月27日，羅馬皇帝狄奧多西一世（東部皇帝）與格拉提安（西部皇帝）共同頒佈了《帖撒羅尼迦敕令》，宣佈三位一體的基督教為正統，並為羅馬帝國國教。在此之前的羅馬皇帝君士坦提烏斯二世（337-361）和瓦倫斯（364-378），傾向阿里烏派或半阿里烏派的基督教，但瓦倫斯的繼任者狄奧多西一世支持《尼西亞信經》所闡述的三位一體的教義。

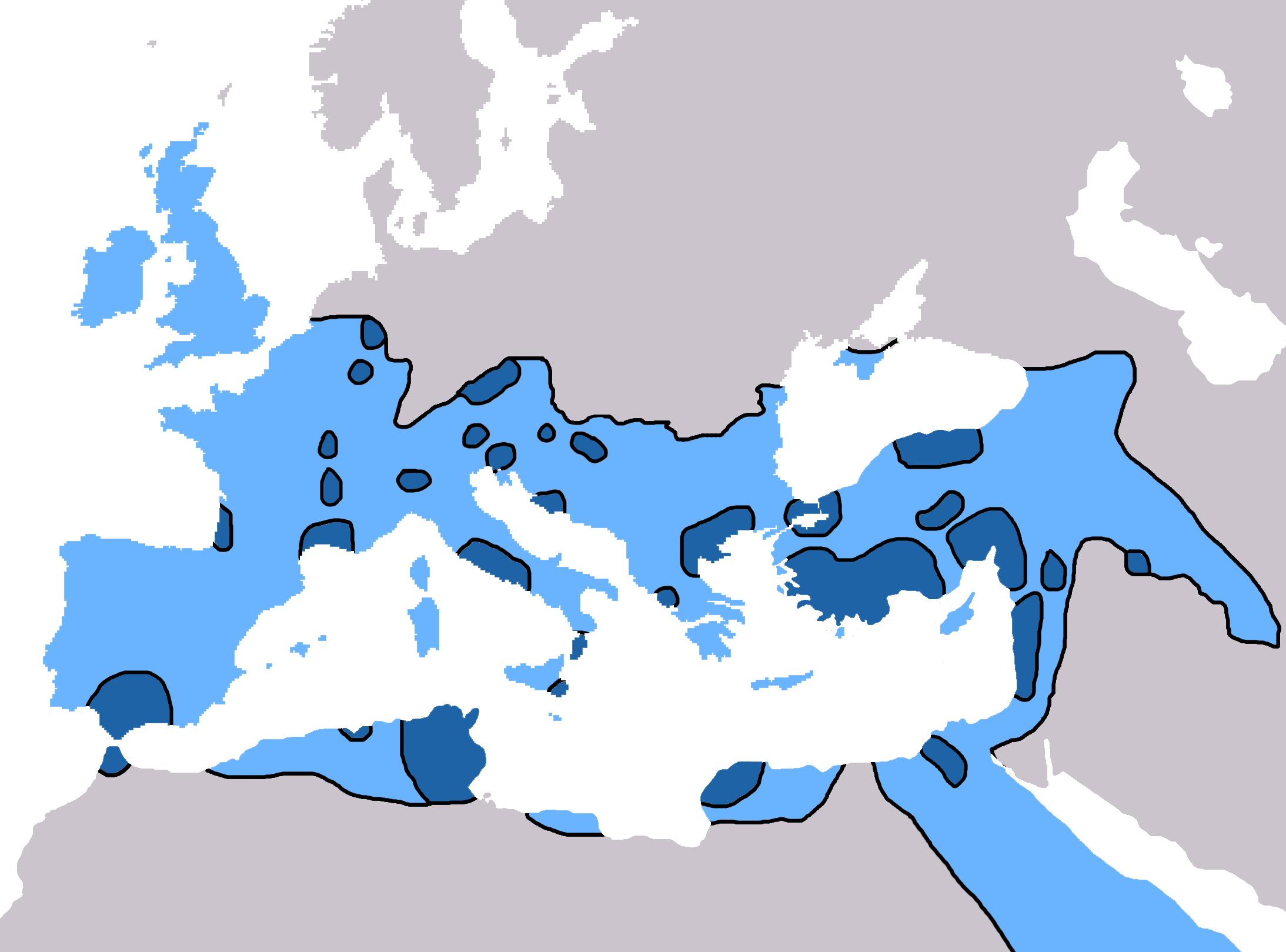
公元325年基督教的分佈
公元600年基督教的分佈

基督教成為羅馬帝國國教以後，教區的劃分與帝國的行政區域相同。主教按照之前的傳統設於主要城市，負責監督每一個教區。其中五個主要主教具有優越地位，即羅馬、君士坦丁堡、耶路撒冷、安提阿和亞歷山大。他們的權威來自創始的使徒，因此主教是他們信仰的繼承者。儘管名列第二的君士坦丁堡是帝國的新首都，羅馬主教仍然被視為首位。
基督教所能影響的範圍，也逐漸擴及帝國全境，包括巴勒斯坦、敍利亞、小亞細亞、波斯、馬其頓、希臘、義大利、西西里、高盧、埃及、北非、比利時、荷蘭、不列顛等地。整個帝國的疆界南邊以撒哈拉沙漠為界，西邊是大西洋，北邊是萊茵河與多瑙河，東邊是幼發拉底河。

#### 異端裁判與百基拉派
狄奧多西一世也下令，人們若不相信所留存的“忠實傳統”，將被視為是非法的異端。公元380年，以最早弟兄會形式在西班牙興起的「百基拉派」（Priscillian），因其他主教的排斥而遭到誣告，在384年被判為異端，阿維勒（Avila）主教百基拉與其他6位信徒遭到斬首，後來才得到平反，為基督教歷史首次教會公開迫害信徒的事件。

#### 外族入侵羅馬帝國
日耳曼民族威脅羅馬帝國的北境已有幾個世紀，然而日耳曼民族常被其斯基泰系民族的匈人所困擾，公元376年因匈人自西部中亞細亞侵入歐洲，於是日耳曼人中的哥特人為勢所逼，就越過多瑙河，侵入羅馬帝國，羅馬皇帝瓦倫斯陣亡；其繼承人提阿多修能幹的軍事鐵腕，阻止了哥特族的入侵，使東羅馬帝國（拜占庭）維持到中世紀結束。而之後的一百年西羅馬帝國充滿痛苦混亂；這期間的；哥特族大肆破壞，宗教人士及婦女都被殘暴對待，教堂及祭壇都遭毁損。西元410年西哥特人在亞拉里克的領導下攻入羅馬城，首善之都竟遭蠻族蹂躪。當時的人都大受震撼，耶柔米震驚地寫下「誰能相信立在得勝基石上的羅馬城竟會毁滅，而她這個國度之母，竟成墳墓？」奧古斯丁在震驚中，完成他偉大的著作《上帝之城》，向異教徒發出控訴。繼哥特族之後，汪達爾人在455年也越過地中海掠奪羅馬城，教宗良一世出面求情，得以免於浩劫。
蠻族攻陷了羅馬帝國的西部各省，包括義大利、西班牙、北非、荷蘭、高盧、不列顛等地。西羅馬帝國亡於476年，然而教會仍得保全，許多蠻族接受了基督教，東哥特族、西哥特族、汪達爾族、倫巴特族、法蘭克族，都加入基督教。法蘭克王克洛維因受其妻的感召，也歸入基督教。到了500年時，絕大多數羅馬帝國的人，都已經自稱是基督徒。基督教因著不同的神學立場，先後出現了孟他努派、諾瓦天派、多納徒派、神格唯一派、亞流派、湼斯多留派、優提克斯派等流派，帝國政府只在四世紀末確認尼西亞正統派，以維持教會正統。

### 聶斯脫里派和東方教會的分離（428年-498年）
公元五世紀初，埃德薩學院對於基督論的教導，認為基督的神性與人性為不同的位格（「基督二性連接說」）。這導致瑪利亞無法被稱為是神之母（the mother of God），只能算是基督之母（the mother of Christ）。這種觀點最著名的倡導者是聶斯脫里，公元428年聶斯脫里出任君士坦丁堡牧首，引起亞歷山大宗主教區利羅的反彈。因為當時許多教會已經理所當然地將瑪利亞視為神之母，聶斯脫里的基督論引發了爭論。
东羅馬皇帝狄奧多西二世在公元431年召開以弗所公會議試圖處理此問題。以弗所公會議最終駁回聶斯脫里的觀點，聶斯脫里被革除牧首職務，最終死於埃及。許多被迫害的聶斯脫里派信徒逃往接納他們的波斯帝國。
波斯帝國薩珊王朝中有許多基督徒在當時與教會的敘利亞分支緊密聯結在一起。薩珊王朝的國教為祆教，並嚴守此信仰與羅馬帝國的宗教（原來為羅馬異教，然後是基督教）區別。不過公元四世紀至六世紀，薩珊王朝容許基督徒的遷入與傳教，使得波斯的基督徒群體快速增長。公元498年，聶斯脫里派教會正式脫離羅馬教會，更名為「迦爾底教會」，又稱「亞述教會」，以中亞地區為中心進行宣教，持續發展成為唐朝的景教。

### 一性論
- 基督一性论：基督的神性和人性協調有兩派主張：道肉的基督論（Logos-flesh）以亞歷山太學派為中心，祂的身體本身就是神的形像。道人的基督論（Logos-man Christology）以安提阿學派為中心，強調人性部分。區利羅宣告說基督只有一（That Christ is One），道成肉身只有一性，我們當作一個身體來敬拜。哈納克說區利羅是基督一性說，他卻沒說清楚定義，而是反對聶斯脫里的歐迪奇。[52]

### 修道主義
在公元三世纪，許多人過著罪惡的生活，就算是受浸的基督徒中也有許多在追逐世界，為了和他們劃清界限以示區別，又可每天過著聖潔的生活，於是270年從埃及興起了一種新的主義：修道主義。

### 近古人物
- 該撒利亞的優西比烏（260年/275年-339年）
- 亞歷山大的亞他那修（296年-373年）
- 該撒利亞的巴西流（約330年-379年）
- 耶柔米（約340年－420年）
- 希波的奥古斯丁是中世紀中對西方教會有很大影響者，354年生於努米底亞（現今之阿爾及利亞），其雙親是非洲羅馬化了的柏柏爾人。自幼由敬虔的母親摩尼加引導入教，但直到387年才受洗。他極富文學素養，曾在迦太基教修辭學。373年由西塞羅的著作中仰慕上帝的智慧，但對聖經舊約中的“野蠻行為”感到厭惡，故轉向摩尼教（其鼓勵苦修和對基督教絕對虔誠），共有九年之久，然而心中仍有疑問。失望之餘前往羅馬，與柏拉圖學院派哲學家Academics一樣找不到答案而深感痛苦，也放縱情慾於享樂主義之中。他於384年出任皇室修辭學教師，受到安波羅修主教和新柏拉圖主義觀念影響，得以歸回正統，在理性上有了解答，卻脫不去情慾的綑綁。一日他在米蘭的花園，得著指引閱讀手中聖經的羅馬書十三章13-14節「行事為人要端正，好像行在白晝。不可荒宴醉酒，不可好色邪蕩，不可爭競嫉妒。總要披戴主耶穌基督，不要為肉體安排，去放縱私慾。」，頓時豁然開朗且得著力量，掙脫捆鎖。388年母親離世，他回到非洲成立苦修社團，391年出任希坡教會的聖職，396年出任公教主教，自此事奉繁多：講道、教牧、主持聖禮、主持慈善事業、代禱、護教、佈道、寫作、研究神學。《懺悔錄》是他早期之作，《上帝之城》是成熟期的作品。他對中世紀與宗教改革的領導人物，有著極大的影響。[54]奧古斯丁的思想其一，重新強調信心的位置：信仰的真正基礎不在乎理性，而在乎信心。理性雖然重要，但要降服在聖經的權威之下。名言「我們沒辦法找到生命的滿足，只有當我們來到父面前，在父的裡面才能夠找到真正的滿足。」其二，對教會的定義：是外表看得見的聚會組織，也是信徒內在生命的連結體；是有形於外的，也是無形內在的。教會也是指上帝所命定及揀選者。其三，關於罪及恩典的問題：自從始祖亞當犯罪後，人就失去行善的能力，結果就是落在罪的捆綁之中，人若要得救，必須倚靠上帝的恩典，而誰能得救？就在乎上帝的揀選了。這些看法仍是教會現今的正統。[55][56]

## 中世紀早期（476年–799年）

### 六世纪
基督教的進展進入第六世紀之時，基督教有許多標準化的產生：教階式的主教制、聖職人員與平信徒的區分、聖禮、關鍵性的神學辯論大多已有結論、偉大教父提出信仰的教義與實踐的權威詮釋。

### 七世纪

#### 基督教傳到中國
據明朝出土的大秦景教流行中國碑所載，唐朝貞觀九年（635年），大秦國景教（即基督教東方亞述教會）教徒阿羅本帶經書到長安，獲唐太宗李世民接見，曾批准教徒興建廟寺，使景教得以廣泛流傳。最後唐武宗推行滅佛時，連同景教亦予取締，逐漸衰落。

### 八世纪
717年，出現一位出身低下未受過教育卻深得軍心的皇帝利歐三世。他是驍勇善戰的東羅馬帝國皇帝，在他在位的頭十年作了許多為新的改革行動，包括將宮廷裡所使用的拉丁語改為希臘文、廢除賦稅的預征、解放農民為自由佃戶，並因著他在軍事上的優勢成功阻隔了伊斯蘭教對西方基督教國家的傳播。他有軍事及政治才能，並想以專制的手段來統治教會，遂發動一項名為潔淨教會的運動，禁止崇拜宗教偶像，袪除迷信。他在726年下令將教會的基督像換成十字架，並在許多公共場合除去相關的偶像。這就是著名的圖像之爭運動的起點。其實反對在禮拜中用偶像的做法並非其首倡，在他之前阿拉伯帝國的耶齐德二世哈里發就曾下令銷毀境內基督教堂中的聖像，而利歐卻藉此達成統一帝國以及控制教會的目的，結果引起教會的叛變。修道士與民眾均拒絕遵守命令，一方面因為尊敬圖像，另一方面則因為主張教會自由，不能受政權轄制。教宗額我略三世（731年-741年）在731年開羅馬會議，將一切反對圖像者革除教籍，皇帝為了報復，把全西西里及義大利排除出教宗的管轄權外。這事的結果把東方與西方教會推向真實的決裂。

## 中世纪時期（800年–1299年）

### 主教的任務
從十至十二世紀，主教在中古教會中是一個不可或缺的重要角色，當時的主教大多是僧侣或是高僧來擔任。 但在十三世紀後主教由僧侶來擔任的則逐漸減少。可能的原因是因為王室常以主教的職位來賞賜給那些對皇室有功的人，以報答他們傑出的表現。以致主教的人數越來越多，但都非出自修道院，致使主教的靈性越來越低落。主教雖然位高權重，但說起來任務繁重，需要每三年巡視教區一次。在出發前會昭告當時的教堂或是寺院預備款待，身邊會有一大批的侍從跟隨，聽候差遣。他們起初在教堂內檢討教士的操守或是徵詢平信徒的意向、經驗。然而因著主教越來越多的把時間花於政治利益上，以致後來沒辦法抽時間作三年一次的巡視。除了巡視教區外，尚有主持教區的法庭，以及為信徒施行堅振禮與按立的聖禮，當時的堅振禮是為年輕人而設的，因為堅振禮並不是很隆重，所以主教常常隨便為之，有時候就只是坐在馬上巡察時，順便為青年做堅振禮，類似現在所說的成年禮。

### 中世纪组织
- 教宗額我略七世
- 異端裁判所 及 中世紀異端裁判所
- 女巫审判
- 中世紀的特徵：基督教的活動限於西方：義大利、西班牙、高盧、大不列顛、日耳曼，條頓拉丁民族成為西方文化的主流。基督教拜占庭帝国的東方諸省被穆斯林勢力佔領、取代；第七世紀時，信奉伊斯蘭教的阿拉伯穆斯林興起自阿拉伯半島，由其伊斯蘭教先知穆罕默德領導的穆斯林勢力在統一半島勢力後橫掃敍利亞、巴勒斯坦、埃及、波斯等大部分中東地區。阿拉伯帝國時期，穆斯林曾二次圍政君士坦丁堡（669-676及717-718），但均未攻下。707年征服北非，711年拿下西班牙。所幸法國墨洛溫王朝的宮相鐵鎚查理在都爾大戰擊退穆斯林勢力，保住日後西方基督教文化，限制穆斯林勢力於西班牙之中。[61][62]
- 本篤會的發展與沒落
- 西篤會的發展與沒落
- 道明會的發展與沒落
- 方濟會的發展與沒落
- 經院哲學的興起

### 教會權勢從巔峯到衰微
教會權勢進入巔峯時期是在1198年至1216年，此時教宗是依諾森三世。教宗依諾森三世對教宗制度具有崇高理想，希望能管理好教會，並能得到當權皇帝的尊重，成為有影響力的教宗。他的崇高理想來源有五項因素：一是教宗額我略七世爭取教宗權勢至高無上的榜樣；二是偽文件「君士坦丁御賜教產諭」，使依諾森三世更有文件基礎來爭取教宗的權勢；三是十字軍東征，皇帝聽從教宗的命令出去東征，使教宗成為世界之首的姿態；四是「借著罪名」的原則，如果皇帝犯了不道德的罪，教宗可以依此項原則來制裁皇帝，使教宗地位鞏固；五是當時歐洲各國勢力不強，無法挑戰教宗依諾森三世的勢力。依諾森三世在位期間，整個基督教世界中，大部分的君王都是羅馬教會的封侯，因此教會的權勢就達到巔峯。
整個13世紀從依諾森三世到尼法修八世，教宗都能保持教會的屬世權威，有掌控基督教各國的權勢。但到了尼法修八世時代（1294至1303年），教宗的權勢卻開始快速衰敗，主因是尼法修八世為了聖職人員繳稅的問題，與法國國王腓力四世衝突，法王向國內的聖職人員課徵重稅。教宗禁止聖職人員繳稅，法王也禁止金、銀、寶石出口作為報復。使教宗來自法國的歲入受到影響，教宗就發佈幾道諭令，開除法王的教籍。但此時社會型態已大不同，因為十字軍東征影響，消耗貴族的權勢和財富，貴族失去權勢，產生了強烈的民族意識，特別是在法國。因此法國百姓支持國王，更加團結，使法王腓力更加有力量起來與教宗抗衡。1303年法王派遣兩位代表，帶著一支軍隊前往義大利的阿南宜，想要捉拿教宗，但百姓起來保護教宗，當時尼法修八世已是八十七歲的老人了，卻受到兵丁的拳打腳踢的侮辱，雖沒有被拘捕，但卻象徵教宗權勢的衰敗。尼法修八世帶著肉體和心靈的傷痛，回到羅馬不久之後就過世了。

## 新教改革和反宗教改革

### 新教改革（1521年-1610年）
- 威克里夫改教先驅
- 胡司改教先驅
- 薩佛納羅拉的宗教改革
- 马丁·路德和菲利普·梅蘭希通
- 约翰·加尔文和加尔文宗
- 钦定版圣经
- 異端裁判所
- 阿民念主義
- 激进宗教改革和重浸派
  - 阿米什人、胡特爾弟兄會、門諾會

### 反宗教改革（1545年-1610年）
- 特利騰會議
- 三十年战争

## 近代早期（1610年-1800年）

### 新教和宗派的兴起
- 浸信会
- 长老会
- 安立甘宗
- 約翰·衛斯理和循道宗
- 法蘭西斯·亞斯理、湯瑪士·庫克和联合卫理公会
- 摩拉維亞弟兄會
- 第一次大觉醒
- 五旬节派
- 路德宗
- 普利茅斯弟兄会
- 清教徒
- 贵格会或公谊会
- 不從國教派
- 英格兰内战
- Welsh Methodist revival

## 近代晚期（19世紀）
- Catholic Resurgence in Romantic Europe
- 英国圣公会内的高教會派（Anglo-Catholic）或牛津运动
- 传教士和殖民主义
- 士來馬赫和自由派基督教
- 宣教運動

### 反对教权和共产主义无神论
很多革命运动都将教会視作是與壓迫性舊政权相關連的，例如自从法国大革命和墨西哥革命之后，法国和墨西哥一直存在明显的反对教权的观念。卡尔·马克思更进一步认为宗教是“人民的鸦片”，二十世纪马列主义政府几乎都是无神论的，不过只有阿尔巴尼亚正式声明其为无神论政府。这些革命政府和马克思政府对宗教或多或少进行压制。

## 現代（20世紀）
基督教在20世纪加速分化，形成了自由的和保守的团体，同时西方社会还兴起了政教分离的运动。罗马天主教会也相应的进行了改革以适应现代形势的发展。传教活动发展到“远东”地区，在中国大陆地区、台湾和日本发展了很多教徒，同时，共产黨对基督教及其他宗教的压制使很多东正教徒从苏联迁移到西欧，使得东西基督教派（即天主教和东正教）更加频繁的接触。另外，自1900年爱丁堡传教大会之后，泛基督教主义开始发展。

### 天主教改革
- 第二次梵諦冈大公会议
- 泛基督教主义
  - 天主教教宗和东正教主教收回大分裂时期相互革出教门的声明
  - 教宗若望·保禄二世

### 其他教派的发展
二十世纪基督教另一个发展是五旬節运动的兴起，其最初开始于二十世纪初美国洛杉磯亞蘇撒街卫理公会的教徒中。他们声称经历了他们信仰的上帝不可思议的行动，这些“不可思议”，其实并不新鲜，其他教派也早有体会，例如看到美国发生的两次大觉醒等。但是亞蘇撒街被广泛认为是“五旬節运动”的起源地，五旬節派作为灵恩派的前身成为西方基督教的重要组成部分。

#### 现代派和基要主义
19世纪，基督教新教受启蒙运动带来的科学的和文化激进的影响，自由主义基督教将教会也带入到现代主义的广泛变革中，包括用新的批判方法研究圣经，对宗教的社会角色的重新认识，以及对几乎公认的基督教教条提出怀疑。而对于这些发展，基督教基要主义拒绝哲学人文主义所带来的激进影响，因为这些观念会动摇基督教信仰。特别是对于圣经的批判和科学无神论阻碍宗教的传播，基要主义者开始在许多独立运动中出现，以阻止人们渐渐远离教会。基要福音运动渐渐分化为基要派和福音派。虽然这两个基督教派别都起源于英语国家，但多数信徒却在世界其他地方。

#### 福音派的兴起
在第一次世界大战之后的时期，自由派教會是美洲发展最快的教会，很多自由主义的神学院也在当时成立。到了第二次世界大战之后，这种趋势开始改变，新建的神学院和教会趋向保守，新教福音教会开始快速发展，而相应的自由派教欽的影响则相对缩小。福音派基督教在1940年代和1950年代大发展，其影响也一直持续。
福音派的构成并不单一，其中绝大多数教会和教徒都不是以前意义上的基要派，尽管很多人还以此为名。新的福音派比起原来狭隘的基要派更开明，能更多听取不同方面的观点，他们同其他教会合作，也认为应该限制教会对政治决策和社会、科学发展的影响，甚至并不强调圣经是完美的。
現代的福音派主義，使視為一個跨教派、宗派的運動，全世界第一個不分宗派不分教派的合作性組織就是「全國福音派協會」是在1942年4月7日於美國舉行。近幾十年來有另一個關鍵性的福音派組織「葛培理佈道會（The Billy Graham Evanglelistic Association）」，葛理培將福音派有效率地聯結起來，於1949年在美國洛杉磯所辦的一場佈道會中一舉成名，時至今日他雖然年紀大了，但有他的兒子葛福臨接棒傳遞傳福音的棒子。葛理培的講道中至少有三分之一會提到如何將耶穌的教導應用在個人生活及社會中。幸好興起像葛培理這樣的佈道家，否則基督教在1950年代恐怕就要式微了。

#### 福音派向世界各地传教
福音派认为二十世纪末和二十一世纪初最应该传播福音的地区是大致位于北纬10度和南纬40度之间的国家，他们把传教的主要精力放在这些国家和地区上。在这个地区多数是穆斯林国家，其中很多不允许其他宗教的传教。

### 世俗化
欧美社会的趋在势是向世俗主义方向发展。这种自文艺复兴时期开始的“社会的世俗化”的原因主要是世俗主义的广泛传播，例如2005年盖洛普国际千年调查表明，只有六分之一的欧洲人按时去礼拜，不到一半的人认为上帝“非常重要”，大约40％的人相信存在一个“人格化的上帝”，但是绝大多数人承认自己有宗教信仰。同时，数据表明“去基督教化”的秋千在欧洲已经慢慢的向相反的方向摆动，很多英国教会重新建立，在欧洲大陆新教也开始有更多的经费，这些都表明了欧洲世俗化开始减弱。
在基督教占统治地位的北美洲、南美洲和澳大利亚三块大陆，宗教的影响比欧洲高得多。美国是一个信奉基督教為主的国家，美国的很多社会风俗反映出她的保守和英国特色（维多利亚女王统治的特色）。总的来说，相对于欧洲国家，美国倾向于基督教保守派，这是因为基督教主要是在美国中西部和南部建立和发展的。
南美洲历史上以天主教为主，但是最近很多国外基督教传教士使她经历了一次深刻的福音派和五旬節派的影响。例如，巴西是南美洲最大（人口最多）的国家，也是世界上人口最多的天主教和信仰福音派的国家，一些世界性的基督教集会在巴西举行。
澳大利亚经历了英国式教会的复兴以及福音派的发展壮大。澳大利亚教会的根基是圣公会，但其教会的发展并不受此限制，有很多宗教节目甚至通过卫星向世界传播。

### 靈恩運動
目前靈恩運動已經歷第一、二、三波，邁向第四波，在公元二千零二十五年人數將達八億三千萬人。在世界的各個角落都找得到靈恩派的教會和信徒，由其是在南美洲和拉丁美洲，但是在蘇俄及北歐也如火如荼地展開來了。此名稱一開始是由韋拿所提出的。
第一波：起自1901年所開始的『五旬節運動』，流行於中下階層，強調神醫。

第二波：1950~1960年代的『靈恩運動(又稱新五旬節運動)』，流行於中上階層，強調靈浸、說預言及方言等。

第三波：於1980年代開始盛行的『葡萄園運動(又稱神蹟奇事運動或權能佈道運動)』，強調聖靈充滿、內在醫治、趕鬼、說預言及啟示。

第四波：於1990年代，強調將福音派及靈恩派做整合，當這些高潮過了之後，靈恩派的獨特性消失了，教會生活也就變成了和其它福音派沒什麼不同了。

## 研究和编纂
- 优西比乌
- 爱德华·吉本
- 路德维希·安德列斯·费尔巴哈:《基督教的本质》
- 大卫·施特劳斯
- 恩格斯：《论原始基督教的历史》